# Alcidedorbignya inopinata
Alcidedorbignya inopinata és un mamífer extint que pertany al subordre dels pantodonts. Visqué durant el Paleocè a Sud-amèrica. Fou anomenat en honor del biòleg francés Alcide d'Orbigny.
A. inopinata és possiblement un omnívor i relativament petit. Els seus fòssils foren descoberts a la formació de Santa Lucía (Bolívia), que data del Tiupampà (Paleocè inferior). A. inopinata és un dels pantodonts més primitius coneguts i l'únic oriünd de Sud-amèrica. El grup probablement hi arribà per un pont terrestre que el connectava amb les Grans Antilles i Nord-amèrica.